# Barbara Jellinek
Barbara Elisabeth Jellinek (* 23. Dezember 1917 in Heidelberg; † 9. Februar 1997 in Hannover) war eine deutsche Ärztin. Für ihr Engagement für die Lebenshilfe wurden ihr 1968 das Indigenat der Ostfriesischen Landschaft, 1971 das Bundesverdienstkreuz am Bande und 1982 das Bundesverdienstkreuz 1. Klasse verliehen.

## Familie
Die Familie Jellinek stammt aus Mähren. Angeblich gehörte sie im 18. Jahrhundert einer hussitischen „Sionischen“ Sekte an, sei aber nach Repressionen zum Judentum konvertiert. Diese These wurde erstmals 1914 von einem tschechischen Autor aufgestellt und später von anderen Autoren übernommen. Auch der Staats- und Völkerrechtler Walter Jellinek verwies in der Zeit des Nationalsozialismus auf diese Angaben. Wegen seiner jüdischen Herkunft wurde er von den Nationalsozialisten 1935 aus seinem Amt vertrieben. Ein Beweis für die These der christlichen Herkunft der Jellineks existiert hingegen nicht, so Klaus Kempter in seiner 1998 veröffentlichten Dissertation über die Jellineks.
Barbara Jellinek ist eine Urenkelin von Adolf Jellinek, einem jüdischen Gelehrten, liberalen Rabbiner und bekannten Prediger in Leipzig und Wien. Ihre Großeltern waren der österreichische Staatsrechtler Georg Jellinek und die Frauenrechtlerin Camilla Jellinek. Ihr Vater, der Staats-, Verwaltungs- und Völkerrechtler Walter Jellinek, war der Sohn von Georg und Camilla, die 1910 zum evangelischen Glauben konvertierten.

## Leben
Barbara Jellinek kam am 23. Dezember 1917 in Heidelberg als zweites Kind ihrer Eltern in Heidelberg zur Welt. Ihr Vater, der im Ersten Weltkrieg ein hochdekorierter Artillerie-Leutnant war, hatte seine Tochter Barbara nach der Schutzheiligen der Artillerie benannt. Sie wuchs in einem durch den Vater humanistisch, durch die Mutter christlich geprägten Elternhaus auf und hatte vier Geschwister. Gemeinsam mit diesen erhielt sie eine klassische und musische Bildung. Bis ins hohe Alter spielte sie Geige. Schon als Kind galt sie als kränklich und bis ins Alter bis musste sie sich mehrfach Operationen unterziehen.
Wegen seiner jüdischen Herkunft wurde ihr Vater von den Nationalsozialisten 1935 aus seinem Amt als Ordinarius für Staatsrecht in Heidelberg vertrieben. Im selben Jahr machte Barbara das Abitur. Ihr ursprünglicher Wunsch, Lehrerin zu werden, sich im evangelisch-kirchlichen Bereich zu engagieren, oder Musik zu studieren, ließ sich nicht umsetzen. Daraufhin besuchte sie in den Jahren 1935 und 1936 die Bäuerliche Frauenschule Maidhof im Oberschlesischen Gnadenfrei (heute: Piława Górna). Danach meldete sie sich zu einem halbjährigen freiwilligen Arbeitsdienst in Oberschlesien. 1937 war sie für einige Monate als Schwesternhelferin in Bethel bei Bielefeld beschäftigt. Anschließend begann sie eine Ausbildung als Gemeindehelferin im Seminar für kirchlichen Frauendienst in Berlin-Dahlem, die sie 1940 erfolgreich abschloss. Darauf bot ihr der Pastor einer Flensburger Gemeinde eine Stelle als Pfarrgehilfin an. Diese konnte sie wegen des Einspruchs des von „Deutschen Christen“ beherrschten Kirchengemeinderats nicht antreten. In den Jahren 1941 bis 1942 schlug sie sich als Haushaltshilfe bei kinderreichen Verwandten und Freunden durch. In dieser Zeit war sie mit einem norddeutschen Theologen verlobt. Dessen Familie war nationalsozialistisch geprägt und stand der Verbindung ablehnend gegenüber. Als Barbara den für die Heirat erforderlichen Ariernachweis nicht erbringen konnte, löste er die Verbindung. Barbara blieb zeitlebens ledig.
Für die Zulassung zum Medizinstudium, das sie schließlich 1943 in Heidelberg aufnahm, musste sie einen Antrag stellen, der nur zögerlich bearbeitet wurden. Schließlich erhielt sie die Erlaubnis mit dem ausdrücklichen Hinweis, dass für sie als „Nichtarierin“ eine spätere Berufsausübung nicht möglich sei. Auch für die Zulassung für das Physikum musste sie eine Genehmigung durch das Ministerium einholen, die ebenfalls langsam bearbeitet wurden. Dessen ungeachtet setzte sie ihr Studium in der Zeit des Nationalsozialismus fort. Nach dem Zweiten Weltkrieg studierte sie in den Jahren 1945/46 in Marburg. Nach drei Semestern ging sie zurück nach Heidelberg, wo sie 1951 promoviert wurde. Anschließend arbeitete sie als Assistenzärztin an der Medizinischen Klinik in Heidelberg. Nach einigen ärztlichen Wanderjahren kam sie 1955 als Praxisvertreterin nach Ostfriesland, wo sie sich im gleichen Jahr als praktische homöopathische Ärztin in Aurich niederließ.
In den 1960er-Jahren widmete sie sich der Lösung der vielen Probleme, vor denen Familien mit geistig behinderten Kindern seinerzeit standen. Schließlich gründete sie mit 19 Gleichgesinnten 1961 den Verein „Lebenshilfe für Menschen mit geistiger Behinderung“ in Aurich als Interessenvertretung für Menschen mit geistiger Behinderung und deren Familien. Aufgabe und Zweck des Vereins war gemäß Satzung „die Förderung aller Maßnahmen und Einrichtungen, die eine wirksame Lebenshilfe für geistig Behinderte aller Altersstufen und deren Eltern bedeuten“.
Sie wurde die erste Vorsitzende des Vereins und kümmerte sich umgehend für bessere Beschäftigungsmöglichkeiten. Bis dato hatten nur die größeren Landeskrankenhäuser (Anstalten) Menschen mit Behinderung in ihren Anstaltswerkstätten, also den Wäschereien, der Landwirtschaft oder in den Küchen beschäftigt. Die Gründung der Beschützenden Werkstatt in Aurich im Jahre 1962 war die älteste in Ostfriesland. Darüber hinaus engagierte sie sich im Landesverband der Lebenshilfe Niedersachsen, deren langjähriges Vorstandsmitglied sie war und baute Verbindungen zu Einrichtungen der Behindertenhilfe in England, Israel und den Niederlanden auf.
1968 verlieh ihr die Ostfriesische Landschaft für ihre Verdienste das Indigenat. Es ist eine der beiden höchsten Auszeichnungen der Organisation und wird an Nichtostfriesen, die sich um Ostfriesland in besonderer Weise verdient gemacht haben, vergeben. 1971 wurde ihr das Bundesverdienstkreuz am Bande und 1982 das Bundesverdienstkreuz 1. Klasse verliehen.

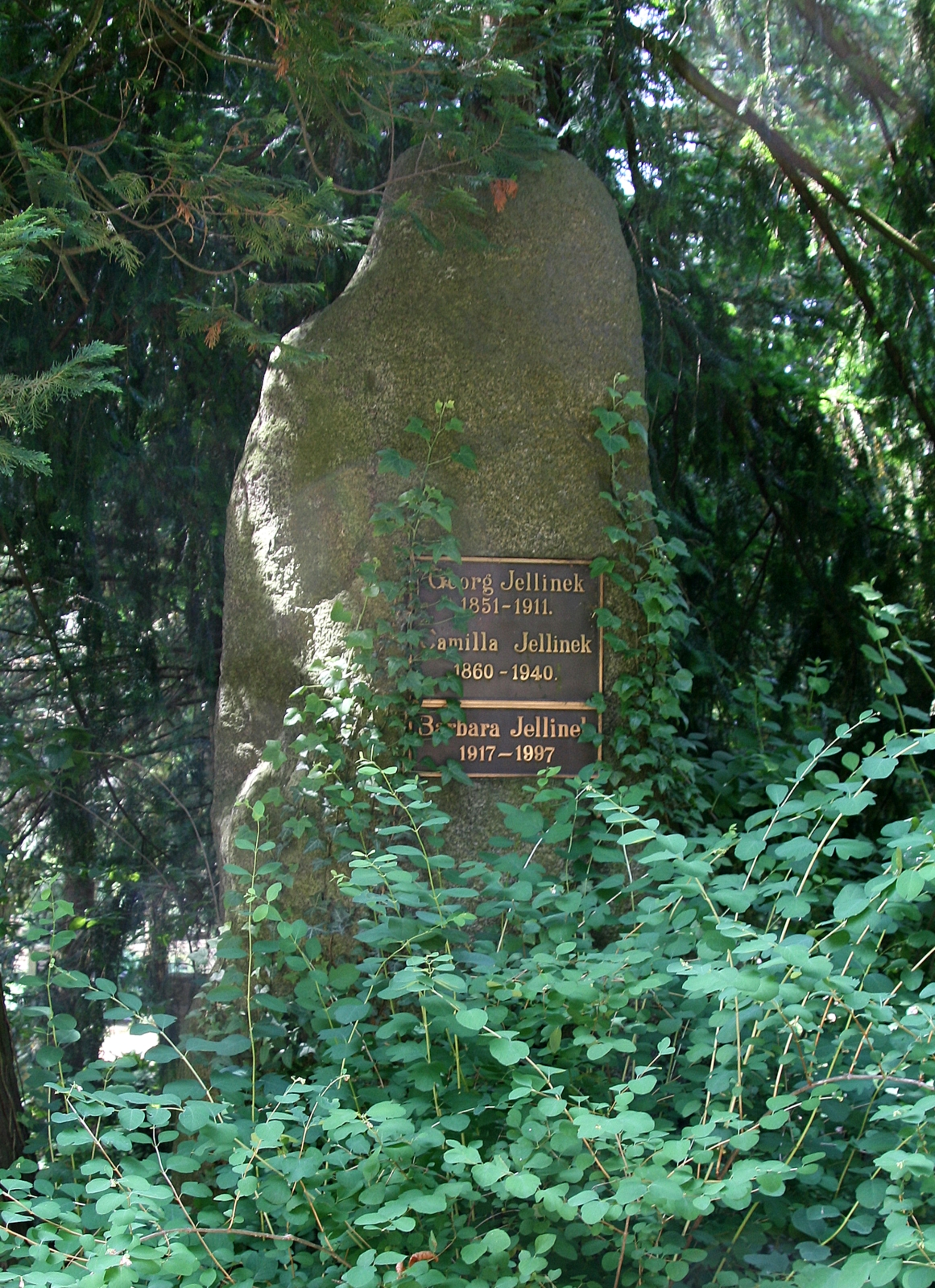
Grabstätte von Barbara Jellinek sowie ihrer Großeltern Camilla und Georg Jellinek auf dem Heidelberger Bergfriedhof in der (Abt. D), im Abschnitt Professorenreihe

In den Jahren 1986/87 überließ sie den in ihrem Besitz befindlichen Teil des Nachlasses ihrer Vorfahren der Hochschule für Jüdische Studien in Heidelberg. Aus dieser Spende übernahm die Bibliothek der Hochschule die Bücher, während sie die handschriftlichen Unterlagen und einige Drucksachen 1987 dem neu gegründeten Zentralarchiv zur Erforschung der Geschichte der Juden in Deutschland übergab. Im Jahre 1990 ergänzte Barbara Jellinek diese Papiere um einige Stammtafeln der Familie Jellinek und Oppenheimer/Wertheimer.
Bis 1990 blieb sie ehrenamtliche Vorsitzende der Lebenshilfe in Aurich. Am 9. Februar 1997 starb Barbara Jellinek in Hannover. Sie wurde in der Grabstätte ihrer Großeltern auf dem Heidelberger Bergfriedhof beigesetzt.

## Werke
- Barbara Jellinek: Das Bild der Insuffizienz zellreichen Knochenmarks. Maschinenschriftliche Dissertation. Heidelberg 1951